# Ki Daophet Niuhuang
 (août 2019).
Ki Daophet Niuhuang (thaï : ກິດາວເພັດ ໜູຫ່ວງ (thai Isan / lao) ; thaï : กิดาวเพชร หนูห่วง), né le 1er juillet 1972 au Laos dans la province de Khammouane, est un chanteur pop laotien,,, de musique luk thung, et mort le 24 avril 2020 à Vientiane.

## Discographie

### Albums
- Sao Se Bang Fai (ສາວເຊບັ້ງໄຟ)
- Jee Hoy (ຈີ່ຫອຍ)[2],[5]
- Sao Mak Nao bao Na Wang (ສາວຫມາກນາວ ບ່າວນາວາງ) (Ft. Pueng Rassamee)
- Diao Ai Kor Tham Jai Dai (ດຽ໋ວອ້າຍກັທຳໃຈໄດ້) (Ft. Prang Buppha)